# 贾治邦
贾治邦（1946年11月—），男，陕西吴起人，中华人民共和国政治人物。中国人民大学函授学院国民经济管理专业毕业，经济师。曾任中共陕西省委副书记、陕西省人民政府省长，国家林业局局长，第十二届全国政协常委、人口资源环境委员会主任。中共第十四屆、十五屆候補中央委員，十六屆、十七屆中央委員。

## 生平
1962年4月加入中國共產黨，早年长期在陕西地方任职。先后在陕西省志丹县委宣传部、延安晶体管厂、延安无线电总厂工作。1982年2月起，历任陕西省电子工业厅物资计划处副处长，中共陕西省顾委经济研究处副处长，省政府办公厅正处级秘书、综合处处长，办公厅副主任，省政府副秘书长等职。1990年8月，贾治邦调回家乡，出任中共延安地委副书记、行署专员。1993年5月起，历任中共陕西省委常委、陕西省人民政府副省长，省委副书记，代省长、省长。
2004年10月，中共中央决定调贾治邦入京，出任民政部常务副部长（享受正部长级待遇）；后又兼任国家减灾委员会副主任。2005年12月，被任命为国家林业局局长；次年5月起，又兼任国家森林防火指挥部总指挥。2007年6月5日，世界自然基金会授予贾治邦“自然保护杰出领导奖”，以表彰国家林业局多年来在自然保护工作中的努力和成就。2012年3月，退休。